# Paul Ehrenfest
Paul Ehrenfest (Vienna, 18 gennaio 1880 – Amsterdam, 25 settembre 1933) è stato un fisico e matematico austriaco naturalizzato olandese il 24 marzo 1922.
Ha reso i suoi principali contributi nel campo della meccanica statistica, soprattutto in relazione alla meccanica quantistica, inclusa la teoria della transizione di fase e il teorema di Ehrenfest. 

## Biografia

### Infanzia
Paul Ehrenfest nasce e cresce a Vienna in una famiglia ebraica originaria dalla cittadina di Loštice in Moravia. I suoi genitori, Sigmund Ehrenfest e Johanna Jellinek, possiedono un fiorente negozio di generi alimentari. Benché la famiglia non fosse molto religiosa, Paul frequenta corsi di ebraico e di storia del popolo ebraico. Più tardi ci terrà a rimarcare le sue radici ebraiche.
Benché Ehrenfest mostrasse delle doti eccellenti nei suoi primi anni di scuola, non ebbe un impatto felice quando s'iscrisse all'Akademisches Gymnasium, dove la sua migliore materia era la matematica. Successivamente si trasferisce al ginnasio Franz Josef dove le cose migliorarono e nel 1899 superò l'esame finale.

### Studi
Egli si specializza in chimica all'Università Tecnica, ma frequenta anche corsi all'Università di Vienna, in particolare quello di Ludwig Boltzmann sulla sua teoria cinetica della termodinamica. Gli insegnamenti di Boltzmann avranno una profonda influenza su Ehrenfest stimolando il suo interesse per la fisica teorica, che diventerà il suo campo di ricerca per gli anni a seguire, e fornendo un modello ideale d'insegnamento.
In quegli anni nell'area della lingua tedesca era comune studiare in più università e nel 1901 Ehrenfest si trasferisce a Gottinga, importante centro per la matematica e la fisica teorica. È qui che incontra la sua futura moglie Tat'jana Afanas'eva, una giovane matematica nata in Ucraina ma cresciuta in Russia.
Nella primavera del 1903 conosce Hendrik Lorentz durante un breve viaggio a Leida.
Nel frattempo prepara la sua tesi di dottorato su un soggetto della meccanica classica intitolata Die Bewegung starrer Körper in Flüssigkeiten und die Mechanik von Hertz (Il movimento dei corpi rigidi nei fluidi e la meccanica di Hertz). Termina il suo dottorato di ricerca il 23 giugno 1904 a Vienna e qui rimane fino al 1905.

## Carriera accademica
Gli Ehrenfest ritornano a Gottinga nel settembre del 1906, ma non riusciranno a rincontrare Boltzmann che il 6 settembre si toglie la vita a Duino una località vicino a Trieste. Ehrenfest pubblica un esaustivo necrologio nel quale sono riportati tutti i risultati raggiunti da Boltzmann.
Felix Klein, allora il principale rappresentante dei matematici di Gottinga e responsabile editoriale della Enzyklopädie der mathematischen Wissenschaften, aveva intrapreso con Boltzmann un ambizioso progetto riguardante la revisione della meccanica statistica. Ora chiede a Ehrenfest, conosciuto attraverso alcune pubblicazioni ed incontrato ad un seminario, di continuare il lavoro iniziato da Boltzmann. Insieme alla moglie, Ehrenfest lavora al progetto per alcuni anni redigendo un articolo che sarà pubblicato solo nel 1911.
Si tratta di una riesamina del lavoro di Boltzmann e della sua scuola che mostra uno stile tutto proprio: un'analisi logica e perspicace delle ipotesi fondamentali, una chiara delineazione delle questioni irrisolte, ed una spiegazione esaustiva dei principi generali attraverso un'abile scelta di esempi immediati.
Nel 1907 la coppia si sposta a San Pietroburgo. Qui Ehrenfest stringe alcune buone amicizie, in particolare con A.F. Joffe, e si sente subito a casa, benché la città risulti piuttosto isolata dal punto di vista scientifico.
Inoltre, come cittadino austriaco di origini ebree, non ha prospettive di una posizione permanente. Agli inizi del 1912 Ehrenfest compie un tour di tutte le principali università di lingua tedesca nella speranza di una posizione. Visita Berlino dove incontra Max Planck, Lipsia dove rivede il suo vecchio amico Herglotz, Monaco dove conosce Arnold Sommerfeld, poi Zurigo e Vienna. Inoltre a Praga incontra per la prima volta Albert Einstein, e da allora diventeranno buoni amici. Einstein raccomanda Ehrenfest alla successione della sua cattedra a Praga, ma la cosa non andrà in porto a causa di divergenze religiose con l'Università.
Nel contempo Sommerfeld gli offre una posizione di lavoro a Monaco, ma Ehrenfest riceve un'offerta migliore: Hendrik Lorentz si ritira come professore dall'Università di Leida, e su suo suggerimento Ehrenfest viene chiamato a sostituirlo.

### Professore all'Università di Leida
Nell'ottobre del 1912 Ehrenfest arriva a Leida, e il 4 dicembre esordisce con la sua prima lezione inaugurale Zur Krise der Lichtaether-Hypothese (Crisi delle ipotesi della luce-etere). Rimarrà a Leida per il resto della sua carriera.
Ehrenfest porta molte innovazioni e cambiamenti nel tranquillo ambiente fisico di Leida. Per stimolare l'interazione e gli scambi tra gli studenti di fisica organizza dei gruppi di discussione e fraternità, seguendo gli esempi incontrati a Gottinga. Continua a mantenere stretti contatti con i principali fisici e matematici olandesi e degli altri paesi, invitando molti di loro a visitare Leida e a tenere seminari nell'ambito di incontri divenuti famosi, organizzati da lui.

Ehrenfest era uno straordinario conversatore, sempre capace di individuare i punti deboli e sintetizzare l'essenziale. Invitava giovani promettenti scienziati a passare periodi prolungati a Leida, e incoraggiava i suoi studenti a passare del tempo all'estero. In questo modo egli contribuisce in misura rilevante alla creazione di un ambiente internazionale di fisici teorici, e molti degli studenti laureatisi con lui riusciranno ad affermarsi con successo nel mondo scientifico. 

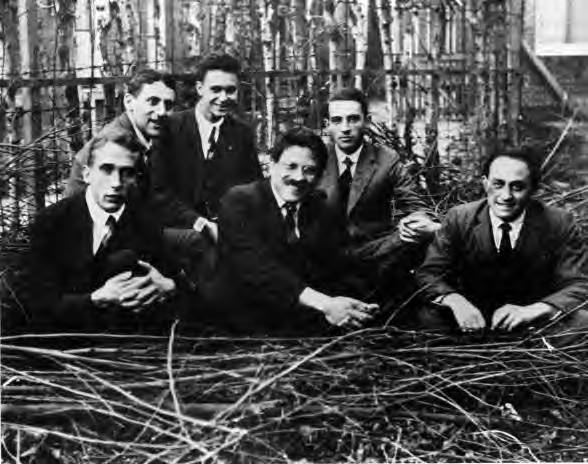
Ehrenfest con alcuni studenti, Leida 1924. Da Sinistra a Destra: Gerhard Heinrich Dieke, Samuel Abraham Goudsmit, Jan Tinbergen, Paul Ehrenfest, Ralph Kronig ed Enrico Fermi.

Ehrenfest diventa rinomato per il suo modo chiaro d'insegnare. Nelle sue lezioni si focalizza su semplici modelli ed esempi in grado d'illustrare e chiarire le assunzioni significative. Le sue lezioni sono poco affollate e gli studenti hanno con lui un ottimo rapporto. Egli si sforza sempre di conoscere personalmente ogni studente che incontra nella sua stanza di lettura all'Institute for Theoretical Physics. Benché pochi di essi siano riconosciuti quali importanti fisici teorici, lui ama trattenersi con loro in lunghe conversazioni praticamente tutti i giorni. Secondo Einstein:
Se Ehrenfest avvertiva che c'era qualcosa che i suoi studenti potessero imparare all'estero li incoraggiava ad andare in altri centri europei e anche ad accettare eventuali posizioni all'estero.
Alcuni dei suoi studenti sono stati: Johannes Martinus Burgers, Hendrik Anthony Kramers, Dirk Coster, George Eugene Uhlenbeck e Samuel Abraham Goudsmit (che divenne famoso per aver collaborato al concetto di numero quantico di spin), Jan Tinbergen, Arend Joan Rutgers, Hendrik Casimir, Gerhard Heinrich Dieke, Dirk Jan Struik e Gerard Peter Kuiper.
Tra i suoi assistenti ci furono Yuri Krutkov, Viktor Trkal, Adriaan Fokker, Paul Epstein e Gregory Breit.
Altri giovani scienziati stranieri che trascorsero dei periodi di studio nei suoi laboratori furono: Gunnar Nordström, Enrico Fermi, Igor Tamm, Oskar Klein, Robert Oppenheimer, Walter Elsasser, Ralph Kronig, Werner Karl Heisenberg, Paul Dirac e David Dennison.

### Ricerca
Molte delle pubblicazioni scientifiche di Ehrenfest toccano l'essenziale cercando di spiegare singoli punti. Le sue pubblicazioni sono rinomate per la chiarezza nel risolvere paradossi o fornire chiare descrizioni, oltre che per essere d'ispirazione ad ulteriori studi ponendo profonde questioni.
Il suo approccio alla scienza può essere meglio compreso analizzando ciò che egli scrive a Robert Oppenheimer nell'estate del 1928, dopo che Oppenheimer si era autoinvitato a passare un periodo a Leida:
Il più importante contributo di Ehrenfest nel periodo che va dal 1912 al 1933 è la teoria degli invarianti adiabatici. Si tratta di un concetto derivante dalla meccanica classica che in pratica serve a ridefinire alcuni metodi del modello atomico di Bohr-Sommerfeld (benché inizialmente Ehrenfest non accettasse le idee di Niels Bohr) e in altre parole stabilisce una connessione tra la meccanica degli atomi e la meccanica statistica. Egli porta grandi apporti alla fisica quantistica, inclusa la teoria della transizione di fase e l'enunciato che afferma che il valore atteso di un sistema quantistico segue le leggi della meccanica classica; questo risultato è ora noto come il teorema di Ehrenfest. Il suo nome è celebre anche per il paradosso di Ehrenfest un evidente paradosso della teoria della relatività tutt'oggi discusso, il tempo di Ehrenfest, grandezza temporale legata alla dinamica di partenza dei quanti e il modello di diffusione di Ehrenfest.
Ehrenfest s'interessa anche allo sviluppo di teorie matematiche nell'economia. Tale interesse è stimolato dall'osservazione di alcune analogie tra le teorie della termodinamica e i processi economici.
Benché ciò non appaia nelle sue pubblicazioni, egli incoraggia Jan Tinbergen, un suo studente, nel dare seguito a tali studi. Tinbergen produrrà una tesi di laurea dal titolo: Problemi di minimizzazione in Fisica ed Economia, e sarà destinato a diventare un famoso economista premiato dalla Banca di Svezia col primo Premio Nobel per l'economia nel 1969.

### Gli ultimi anni
Dalla corrispondenza scambiata con alcuni amici stretti nel maggio del 1931 traspare che Ehrenfest soffriva di una grave depressione. Nell'agosto 1932, Einstein era così preoccupato che scrisse al consiglio direttivo dell'università di Leida, esprimendo una profonda preoccupazione e suggerendo dei modi per ridurre il suo carico di lavoro.
Il 25 settembre del 1933 Ehrenfest perse la sua battaglia con la depressione a seguito anche della separazione con la moglie. Dopo essersi assicurato per il benessere degli altri figli, egli sparò prima al figlio più giovane Vassilj, affetto da sindrome di Down, e poi si tolse la vita.

## Vita privata
Il 21 dicembre 1904 si sposò con la matematica russa
Tatjana Alexeyevna Afanasjeva (1876–1964), che collaborò ad alcuni dei suoi lavori. Ebbero due figlie e due figli: Tatjana, matematica, Galinka (1910 – 1979), autrice e illustratrice di libri per bambini, Paul Jr. (1915 – 1939), fisico, e Vassilj (1918 – 1933).

## Albert Einstein e Niels Bohr a Leida

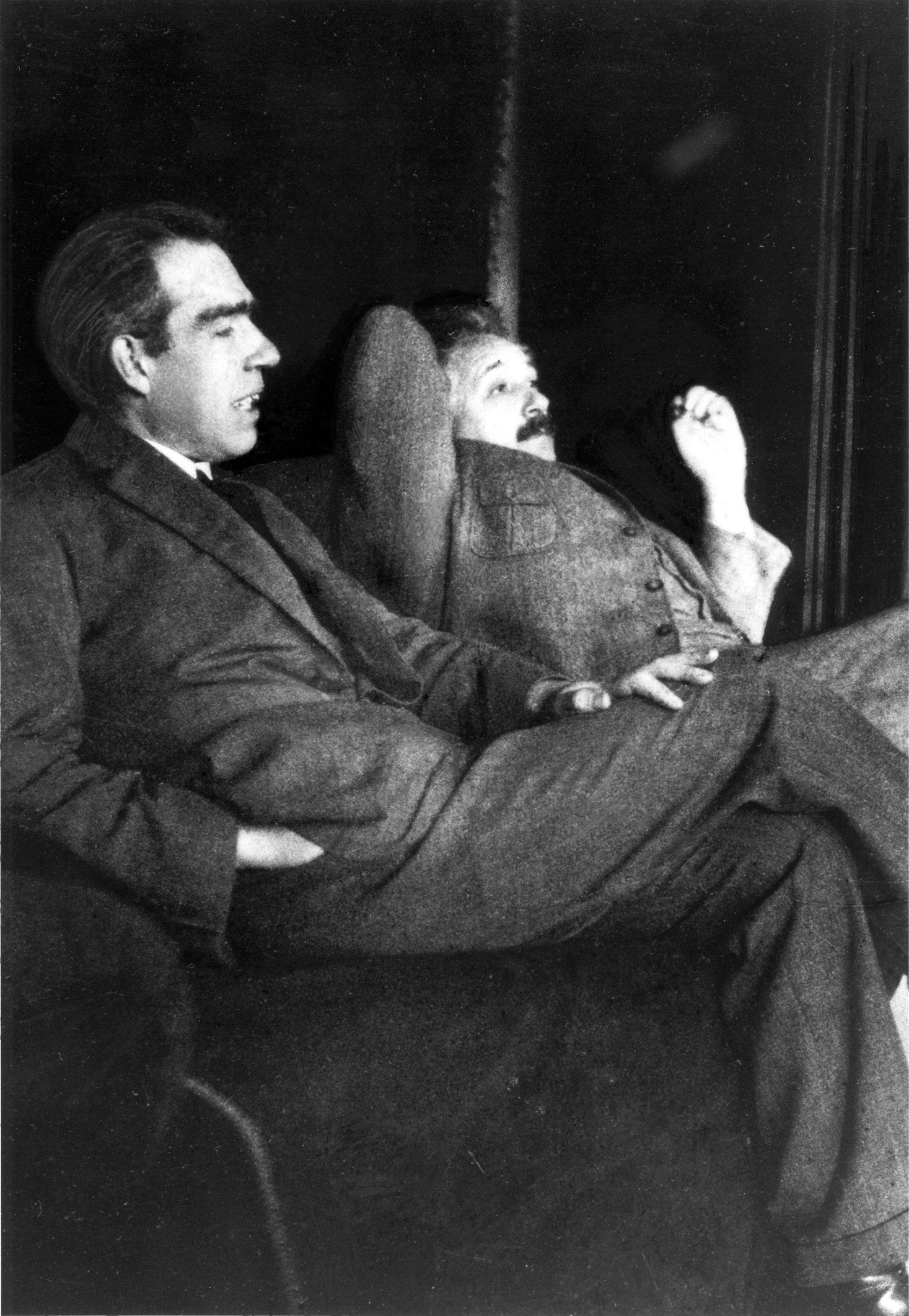
Niels Bohr e Albert Einstein in una discussione sulla teoria quantistica a casa di Ehrenfest a Leida (dicembre 1925)

Ehrenfest era molto vicino sia ad Einstein che a Bohr. Niels Bohr, dopo la sua prima visita a Leida nel 1919, in occasione della tesi di Hendrik Anthony Kramers, scrisse a Ehrenfest:
Su invito di Ehrenfest, Einstein accetta nel 1920 una nomina come Professore Straordinario presso l'Università di Leida. Questo accordo permette ad Einstein di visitare Leida per alcune settimane per alcuni anni ed in queste occasioni egli alloggia a casa di Ehrenfest. Nel 1923 Einstein si ferma per 6 settimane dopo che gli ultra nazionalisti tedeschi di Berlino hanno minacciato la sua vita. In occasione del cinquantesimo anniversario del dottorato di Lorentz (dicembre 1925) Ehrenfest invita sia Bohr che Einstein a Leida, nel tentativo di riconciliare le loro diverse posizioni scientifiche riguardo l'emergente teoria quantistica. Questo dibattito tra Bohr e Einstein continuò nel 1927 al quinto congresso Solvay, dove Ehrenfest con grande dispiacere dovette prendere la posizione di Bohr in questa importante disputa.